# Kenjirō Shinozuka
Kenjirō Shinozuka (jap. 篠塚 建次郎, Shinozuka Kenjirō; * 20. November 1948 in Ōta, Tokio; † 18. März 2024) war ein japanischer Rallyefahrer.

## Werdegang
Er debütierte 1967 im Rallyesport. 1976 folgte bei der Rallye Safari in Kenia seine erste Teilnahme an einem Lauf der Rallye-Weltmeisterschaft. 1988 gewann er im Mitsubishi Galant VR-4 die Asien-Pazifik-Meisterschaft. 1991 und 1992 siegte er bei der Rallye Elfenbeinküste und war damit der erste Japaner, der einen Lauf der Rallye-Weltmeisterschaft für sich entscheiden konnte. 
Dies gelang Shinozuka auch bei der Rallye Dakar, die er 1997 in einem Mitsubishi Pajero Evolution gewinnen konnte, nachdem er schon 1987, 1993 und 1995 Dritter wurde. Im Jahr darauf wurde er Zweiter hinter seinem Teamkollegen Jean-Pierre Fontenay. Im letzten Jahr bei Mitsubishi, 2002, schloss er die Rallye mit Platz drei auf dem Podest ab.
Shinozuka wechselte 2003 zu Nissan. Dort hatte er allerdings viel Pech und konnte in den ersten vier Jahren nie das Ziel der Rallye Dakar erreichen.  2003 hatte er einen schweren Unfall: Nachdem er auf einem kleinen Sandhügel aufschlug, überschlug sich das Fahrzeug mehrmals. Er trug mehrere Verletzungen davon und lag kurze Zeit im Koma. Sein Beifahrer Thierry Delli-Zotti brach sich beide Beine. Auch im  nächsten Jahr hatte Shinozuka einen Unfall und konnte die Rallye nicht beenden. In den folgenden beiden Jahren verhinderten ein Motorbrand und Elektronikprobleme seine Zielankunft. Nach der Rallye Dakar 2006 wollte Shinozuka zurücktreten. Dennoch war er auch 2007 wieder im Nissan am Start und beendete diese als 59.